# Renaissance acadienne
La renaissance acadienne est une période de l'Histoire de l'Acadie s'étalant, selon les sources, entre 1850 et 1881.

## Influence littéraire

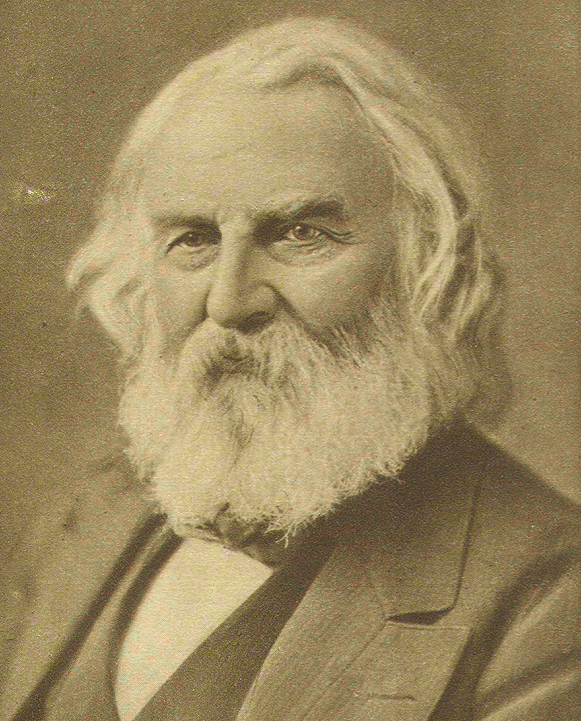
Henry Longfellow.

Deux œuvres marquent un point tournant dans la renaissance acadienne, le plus important étant le poème Evangéline, publié par l’Américain Henry Longfellow en 1847. Les Acadiens se reconnaissent dans cette histoire, le couple fictif d’Évangéline et de Gabriel représentant en quelque sorte l’histoire des Acadiens, soit leur dispersion mais aussi leur retrouvailles. En 1859, le Français François-Edme Rameau de Saint-Père publie La France aux colonies: Acadiens et Canadiens, dont la première de deux parties traite de l’histoire des Acadiens. Ces derniers découvrent l’histoire de leur peuple dans leur langue. Rameau s’intéresse aux Acadiens jusqu’à sa mort. Il visite deux fois l’Acadie et publie en 1889 un autre ouvrage, Une colonie féodale en Amérique: l’Acadie, 1604-1881. De plus, il entretient une correspondance avec plusieurs élites acadiennes, où il discute des enjeux, et aide les Acadiens à tisser des liens avec le reste de la Francophonie.

## Confédération canadienne
Les Maritimes obtiennent toutes un gouvernement responsable en 1850. Au plan de la politique extérieure, le libre-échange est instauré dans l’empire britannique à la suite de la victoire des Whigs en 1846 au Royaume-Uni. Cela nuit à l’économie des colonies et l’annexion aux États-Unis est donc proposée comme solution. Le traité de réciprocité canado-américain, d’une validité d’au moins dix ans, est signé en 1854 entre l’Amérique du Nord britannique et les États-Unis. Le traité est annulé par les États-Unis en 1864, à cause du soutien du Royaume-Uni envers les États confédérés d'Amérique. L’Union des Maritimes est alors proposée pour trouver de nouveaux débouchés. Les délégués réunis lors de la conférence de Charlottetown en viennent à proposer la Confédération canadienne, qui inclurait les Maritimes mais aussi le Haut-Canada et le Bas-Canada,. La Confédération est acceptée par Londres et les parlements coloniaux, sans faire l’objet d’un référendum, ce qui provoque le mécontentement de la population. Les anglophones des régions côtières et les Acadiens sont en effet opposés à la Confédération, qui nuirait selon eux à leur économie. Au Nouveau-Brunswick, les Acadiens votent contre à deux reprises et les rares députés anti-confédération sont surnommés la French Brigade pour cette raison. Les Acadiens de l’Île-du-Prince-Édouard votent aussi contre le projet puis l’approuvent. L’union du Nouveau-Brunswick, de la Nouvelle-Écosse, de l’Ontario et du Québec a lieu le 1er juillet 1867. L’Île-du-Prince-Édouard rejoint le nouveau pays en 1873.

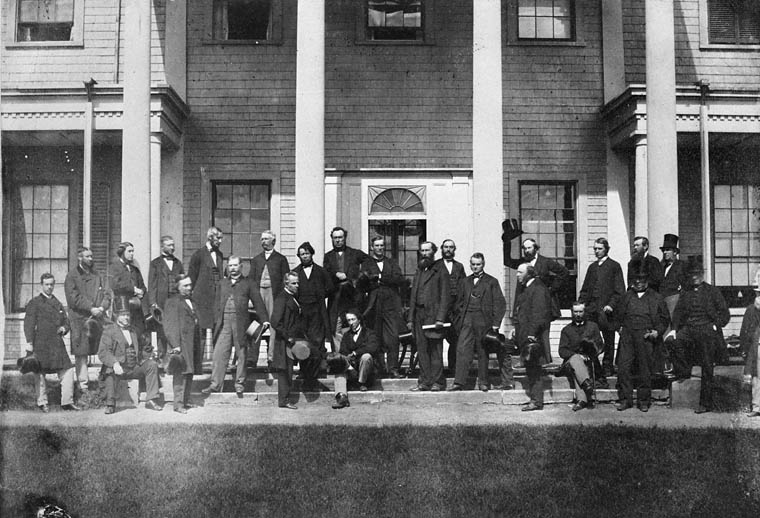
Représentants à la conférence de Charlottetown.
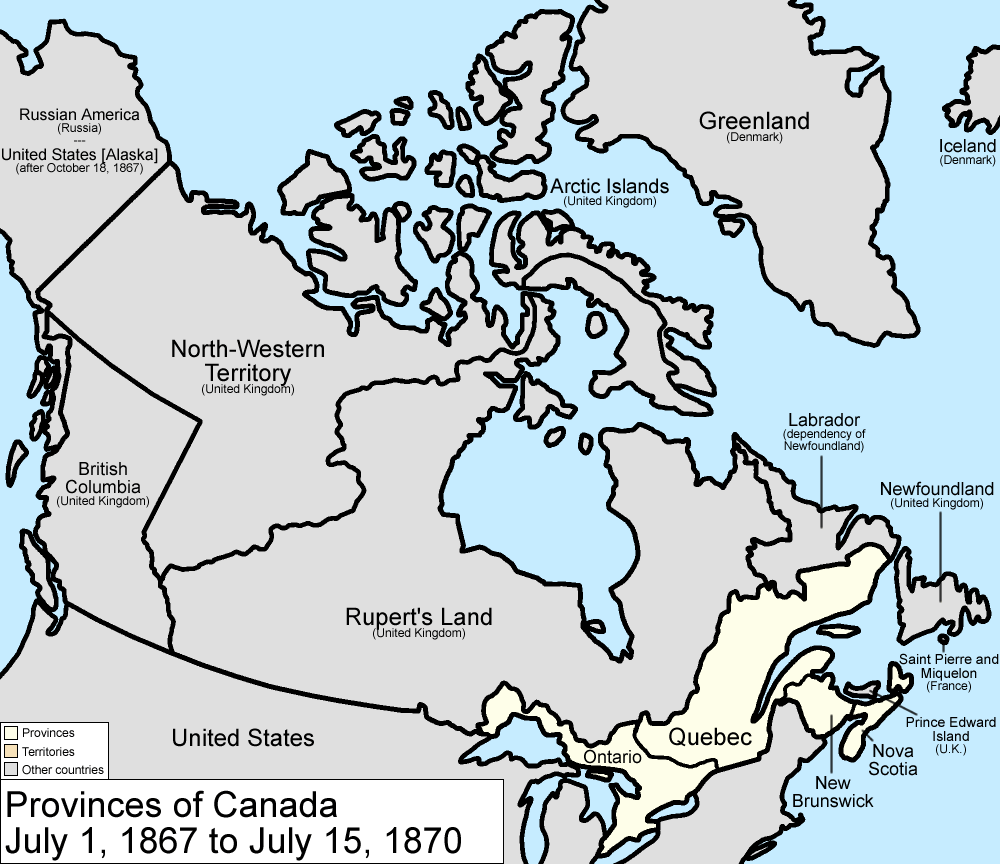
Le Canada, à ses débuts en 1867 (en anglais).
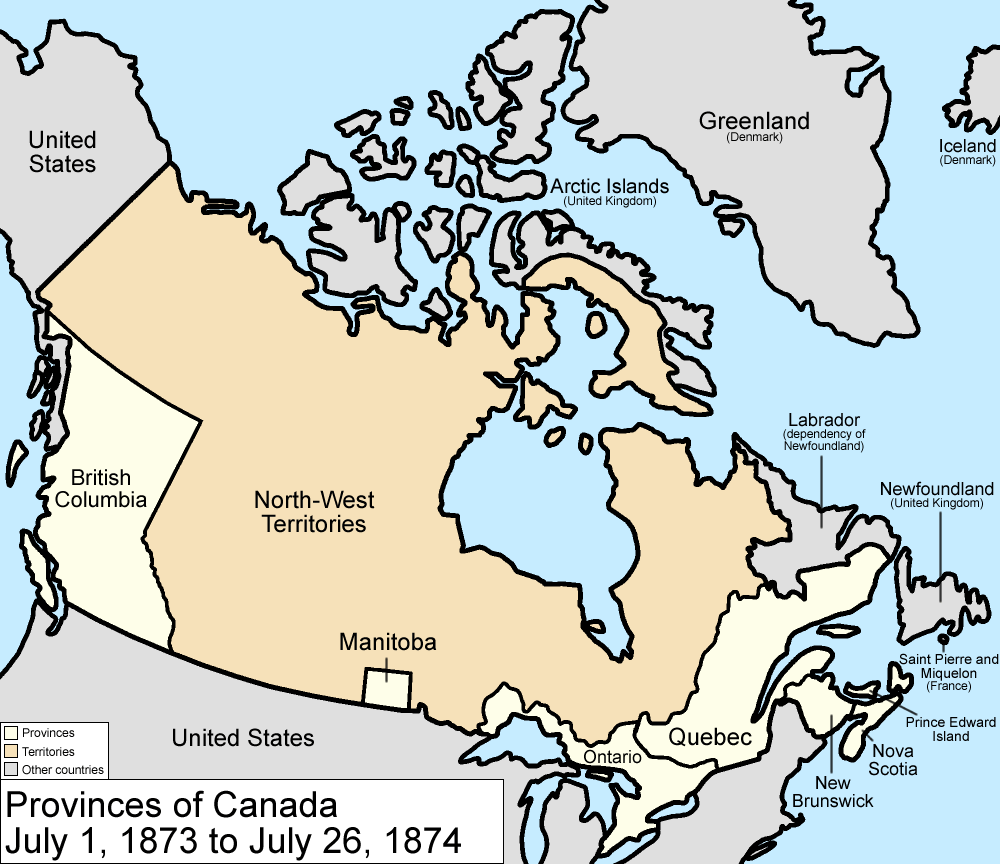
Le Canada, à l'entrée de l’Île-du-Prince-Édouard dans la Confédération en 1873 (en anglais).

## Représentation et favoritisme

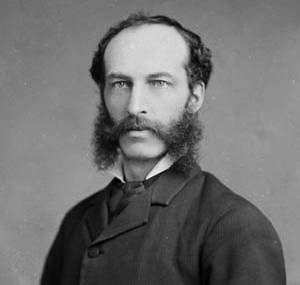
Pierre-Amand Landry.

Stanislas F. Perry devient le premier député acadien de l’Île-du-Prince-Édouard en 1854. Il occupe ensuite le poste de président de la Chambre entre 1870 et 1874, alors qu’il est élu à la nouvelle Chambre des communes du Canada, devenant aussi le premier député libéral acadien. Il retourne dans la politique provinciale en 1879 puis à nouveau fédérale en 1887. À la fin de sa carrière, on l’accuse de ne pas défendre les intérêts des Acadiens et de souvent changer d’opinion. Fidèle Gaudet, élu en 1858, et Joseph-Octave Arsenault, élu en 1867, sont deux autres députés provinciaux acadiens. Arsenault, libéral puis conservateur, est très apprécié et devient sénateur en 1895. En Nouvelle-Écosse, au niveau provincial, Henry Martell et surtout Isidore Leblanc sont à noter; ce dernier est le premier acadien à devenir ministre. Au Nouveau-Brunswick, sept députés et un sénateur, dont cinq conservateurs et deux libéraux représenteront les Acadiens au fédéral mais aucun n’occupera le poste de ministre. Auguste Renaud est élu dans Kent en 1867. Le conservateur Gilbert Girouard lui succède entre 1878 et 1883. Il est fidèle au Premier ministre John A. Macdonald et sa principale réalisation est un chemin de fer vers Bouctouche
. Pierre-Amand Landry succède à son père au provincial en 1870. Il succède ensuite à Girouard en 1883. Il est le premier Acadien à devenir ministre provincial et aussi juge.
Quelques personnes commencent à profiter du favoritisme politique, c’est-à-dire qu’elles obtiennent des postes administratifs en échange de leur soutien au parti au pouvoir.

## Économie
La plupart des Acadiens vivent toujours de l’agriculture de subsistance. Des différentes régionales se manifestent tout de même. Au Cap-Breton et au nord-est du Nouveau-Brunswick, l’agriculture est combinée à la pêche et à l’exploitation forestière. Au Madawaska et à l’Île-du-Prince-Édouard, les agriculteurs ont plus de facilités à écouler leurs produits. La Banque des fermiers de Rustico, fondée en 1859, est liée à ce succès. À l’Île, la principale culture est l’avoine et les patates (pommes de terre), même si le lin et le blé d’inde (maïs) devient plus populaire. Au Madawaska, la production de laine, de beurre, de porc et de volaille augmente constamment. D’une façon générale, les patates sont produites en grande quantité au Nouveau-Brunswick et partiellement exportées. Bien que le nombre de sociétés agricoles augmente, les techniques utilisées par les Acadiens évoluent lentement, ce qui leur vaut des critiques.
L’industrie forestière connaît une croissance sans précédent dans la Péninsule acadienne après 1871, alors qu’elle poursuit son évolution dans le Madawaska. En Nouvelle-Écosse, l’exploitation est concentrée en Clare, où la construction navale constitue le principal marché.
Plusieurs lignes de chemin de fer sont construites à partir de 1850, à commencer par la ligne Halifax-Truro et la ligne Saint-Jean - Pointe-du-Chêne. Plusieurs projets sont liés à l’industrie forestière et les investisseurs sont surtout anglophones. Toutefois, le chemin de fer crée de nombreux emplois chez les Acadiens et offre de nouveaux débouchés pour les petits entrepreneurs. Saint-Léonard se trouve à un nœud ferroviaire important, près de trois rivières et d’une route. La colonisation des environs et du même coup l’expansion de la ville et du Madawaska est entravé par la concession des terres non développées à la New Brunswick Railway en 1878.
La relance de l’industrie des pêches par des entrepreneurs américains coïncide avec le manque de nouvelles terres agricoles. L’exploitation du homard, du hareng et du maquereau augmente à partir des années 1870. Le homard est mis en conserve pour y être vendu au Royaume-Uni, sauf au sud-ouest de la Nouvelle-Écosse où il est vendu vivant aux États-Unis. La mise en conserve du homard représente moins de risque et d'investissements. Quelques Acadiens fondent des conserveries, alors que plusieurs de leurs compatriotes, y compris les femmes et les enfants, y trouvent un emploi. Au nord-est du Nouveau-Brunswick et en Nouvelle-Écosse, la pêche à la morue domine toujours l’industrie. L’arrivée du chemin de fer signifie toutefois le déclin de la vente de morue sèche ou salée en faveur de la morue fraîche.
Quelques Acadiens commencent à investir dans le commerce de détail, certains ouvrent même de petites usines. L’un des premiers marchands acadiens, Fidèle Poirier, ouvre un magasin à Shédiac en 1856, après avoir passé cinq ans comme colporteur.

## Développement culturel et social
François-Xavier Lafrance, un prêtre canadien français, ouvre en 1854 à Memramcook le premier établissement d’enseignement supérieur de langue française, le Séminaire Saint-Thomas. Il doit fermer ses portes en 1862 mais il est rouvert deux ans plus tard par la Congrégation de Sainte-Croix et devient le Collège Saint-Joseph. En 1874, le curé Marcel-François Richard ouvre le Collège Saint-Louis à Saint-Louis-de-Kent, prétextant que le Collège Saint-Joseph est trop bilingue. Le collège doit fermer ses portes en 1882 car l'évêque Rogers considère qu’il répond mal aux besoins des Irlandais.
Une classe moyenne se forme à partir des années 1860. Bien que le Collège Saint-Joseph et le Collège Sainte-Anne contribuent à la formation d'une élite instruite, l'Acadie compte au moins quatre catégories d'élite. Les deux plus en vue sont le clergé et les membres des professions libérales, soit les avocats, les médecins et les notaires. De plus, même si les agriculteurs et les commerçants acadiens ne bénéficient pas d'un capital considérable comme leurs homologues anglophones, bon nombre d'entre eux réussissent tout de même à se distinguer. Il y a aussi d’autres classes particulières, comme les pêcheurs pères de plusieurs fils ou ceux possédant une goélette, capable d’avoir un rendement supérieur aux propriétaires de chaloupes. Plus la richesse d’une personne augmente, plus son statut social augmente. Dans certaines régions, cela augmente le nombre de mariages entre les anglophones et les élites acadiennes. Les villages plus pauvres tendent par contre à avoir une société égalitaire.

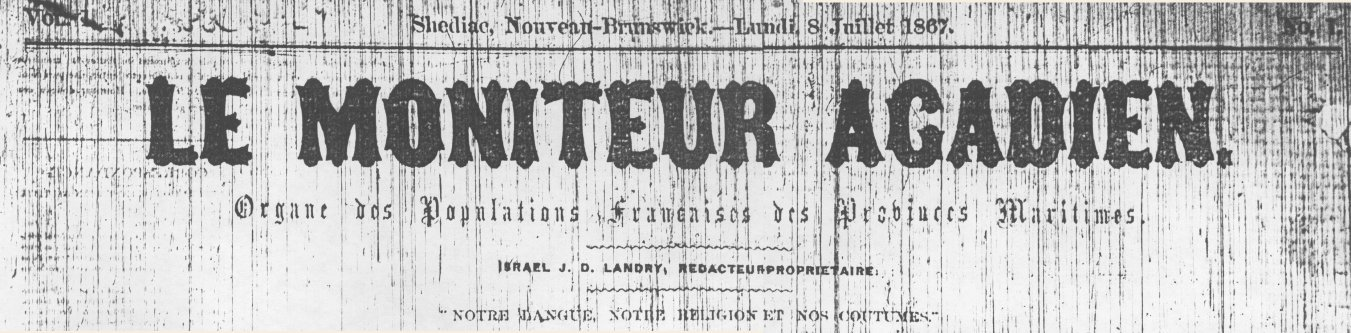
L’entête du premier numéro du journal Le Moniteur acadien.

Le premier journal francophone, Le Moniteur acadien, est fondé en 1867 à Shédiac par le Canadien français Israël Landry. La fondation d’un journal destiné aux Acadiens avait déjà été réclamée par plusieurs personnes, dont l’historien François-Edme Rameau de Saint-Père. Malgré trois incendies et des difficultés financières, il sert pendant plusieurs années de tribune au nationalisme naissant. Le Moniteur acadien appuie le parti conservateur et défend les intérêts du clergé et des francophones. Sa ligne éditoriale ne respecte toutefois pas totalement les idées de l’élite acadienne.
Sous la pression de quelques députés, les débats de l’Assemblée législative du Nouveau-Brunswick sont traduits en français avec la participation du journal Le Moniteur acadien en 1870 mais cette pratique est arrêtée la même année, le gouvernement prétextant des compressions budgétaires. L’unilinguisme anglais de certains ministères et de la justice est décrié à la même époque, de même que le manque de recenseurs bilingues. On demande aussi plus de place au français dans l’administration municipale, le tout sans réels résultats.
L’émigration vers les États-Unis s’accélère vers 1870. Ce sont surtout des pêcheurs ou des personnes cherchant du travail dans les usines. Même si l’émigration est fortement critiquée, il reste que les Acadiens émigrent moins que les autres habitants des Maritimes. De plus, entre 1871 et 1881, leur population augmente de 26 % au Nouveau-Brunswick et en Nouvelle-Écosse alors qu’elle baisse de 12 % à l’Île. Le manque d’espace pousse d’ailleurs plusieurs groupes d’Acadiens du Nouveau-Brunswick à fonder de nouveaux villages tels que Colborne, Tétagouche, Paquetville, Saint-Isidore, Sainte-Marie-de-Kent, Acadieville et Rogersville. Des habitants de l’Île-du-Prince-Édouard participent à la fondation de Saint-Paul-de-Kent. Le clergé encourage ce mouvement, souhaitant voir les Acadiens s’intéresser à l’agriculture plutôt que se faire contrôler par les compagnies de pêche mais aussi éviter l’émigration.
Les manuels scolaires en français sont presque inexistants en Nouvelle-Écosse et à l'Île-du-Prince-Édouard. Au Nouveau-Brunswick, certains livres francophones sont approuvés à partir de 1852 mais les écoliers disposent surtout de livres bilingues. Après 1877, tous les livres utilisés à l’Île-du-Prince-Édouard doivent être en anglais ou bilingues, sauf celui de lecture. 
La Nouvelle-Écosse adopte la loi Tupper en 1864, qui instaure un système d’éducation unilingue anglais. Le Nouveau-Brunswick et l’Île-du-Prince-Édouard introduisent des lois similaires en 1871 et en 1877 respectivement. Bien que la loi du Nouveau-Brunswick comporte des aspects positifs comme la gratuité scolaire, la construction de nouvelles écoles et le contrôle des brevets d’enseignement, elle interdit l’enseignement du catéchisme tout comme la présence de symboles religieux et oblige les religieux à détenir un brevet d’enseignement. Elle oblige aussi les parents d’enfants fréquentant une école privée à payer aussi la taxe de l’école publique. Les anglophones appuient la loi tandis que les catholiques s’y opposent. Les Acadiens décident de ne pas payer la taxe scolaire et entreprennent diverses démarches pour faire annuler la loi. La tension culmine en 1875 à Caraquet, lors de l’affaire Louis Mailloux, où deux personnes trouvent la mort. Un compromis est ensuite trouvé et accepté par les catholiques.

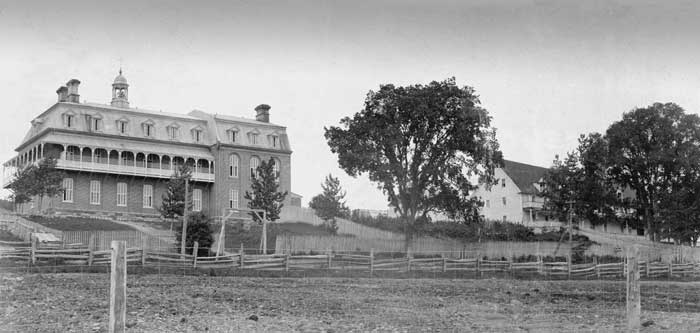
Le couvent et l’hôpital de Saint-Basile.

Les communautés religieuses féminines jouent un rôle important en Acadie. Un premier couvent est fondé par les trappistines à Tracadie en Nouvelle-Écosse, en 1824. La Congrégation de Notre-Dame de Montréal fonde des couvents à Arichat en 1856, à Miscouche en 1864 puis à Caraquet et à Saint-Louis-de-Kent en 1874 et à Rustico en 1882. Les Sœurs de la Charité ouvrent un couvent à Saint-Basile en 1862 mais quittent en 1873. Les Religieuses hospitalières ouvrent un autre couvent dans la même ville un an plus tard. Certaines personnes critiquent la place grandissante des femmes dans la société. De 1868 à 1881, les Sœurs de Saint-Joseph fondent des hôpitaux à Tracadie, à Chatham, à Saint-Basile et à Campbellton.

## Convention nationale acadienne
La fin de cette période correspond à la date de la première convention nationale acadienne en 1881.